# Epictia melanurus
Espèce
Synonymes
- Leptotyphlops melanura Schmidt & Walker, 1943

Statut de conservation UICN

 DD  : Données insuffisantes
Epictia melanurus est une espèce de serpents de la famille des Leptotyphlopidae.

## Répartition
Cette espèce est endémique de la région de La Libertad au Pérou.

## Description
L'holotype de Epictia melanura mesure 135 mm dont 6 mm pour la queue et dont le diamètre à la moitié du corps est d'environ 2 mm.

## Publication originale
- Schmidt & Walker, 1943 : Snakes of the Peruvian coastal region. Zoological Series of Field Museum of Natural History, vol. 24, p. 297-327 (texte intégral).